# Suiriri suiriri
Suiriri suiriri là một loài chim trong họ Tyrannidae. gồm các loài chim được tìm thấy trong môi trường sống bán mở ở Nam Mỹ. Trước đây chi được chia thành hai loài; Chaco suiriri (S. suiriri) và Campo suiriri (S. affinis). Suiriri gồm các loài chim bản địa Guaraní, nơi nó là tên chung được sử dụng cho một số loài bắt ruồi bạo chúa cỡ trung bình.